# 教育效益学
教育效益学的宗旨是研究教育的效益。凡是能够对教育效益产生积极或消极影响的事件都可以在这里体现。教育效益学是教育经济学的一个分支。至今没有形成一门完整的学问。

## 教育效益学的一些研究
- 游戏化学习，是利用游戏的方式来进行学习。可以极大提高学习兴趣，把消极因素转化为积极因素。
- 虚拟教研，是利用网络技术手段来开展的教研活动。可以极大提高教研效益，帮助老师减轻教学负担。
- 经典教育，是利用经典教材进行启蒙的教育方法。被认为是最经济的教育学。
- 研究性学习，让更多的学习者参与进产生知识的过程中，体念知识的创新与更替，让学习者掌握正确而有效的学习方法，而不是死记硬背条条框框！
- 任務為本學習法
- 評估中學習
- 後設認知
- 多感官教學法
- 六何法
- 合作学习

## 特定科目的專門教學法

### 醫學
- 问题导向学习 (Problem-based Learning)
- 循证教育 (Evidence-based Learning)

## 外部連結
- 電腦教學法舉隅 （页面存档备份，存于）